# Torture Killer
Torture Killer ist eine finnische Death-Metal-Band. Sie startete 2002 als Six-Feet-Under- und Obituary-Coverband. Nach einem halben Jahr begann die Band, eigene Songs zu schreiben und auch aufzunehmen. Im Oktober 2003 veröffentlichten sie ihr Debütalbum For Maggots To Devour, aus dem eine Finnland-Tour mit Vader resultierte. 2005 wurde während der Blast Your Violence-Tour durch Europa Chris Barnes (Ex-Cannibal Corpse, Six Feet Under) auf die Band aufmerksam und wurde Sänger der Band. Er produzierte ihr zweites Album Swarm!, schrieb zirka die Hälfte der Texte und war als Sänger tätig. Am 31. Januar 2008 gab Barnes jedoch seine Trennung von der Band bekannt. Inzwischen wurde Juri Sallinen für den Gesang verpflichtet. Mit diesem haben sie 2009 ihr drittes Studioalbum Sewers veröffentlicht. Auf der 2012er EP I Chose Death war als Sänger ebenso wie auf dem 2013er Studioalbum Phobia Pessi Haltsonen vertreten.
Gitarrist Tuomas Karppinen ist zugleich Bassist der finnischen Porngrind-Band Torsofuck, Schlagzeuger Tuomo Latvala spielt ebenfalls bei dieser Gruppe.

## Diskografie
- 2003: For Maggots to Devour (Candlelight Records)
- 2005: Sotajumala/Torture Killer (Woodcut Records, Split-CD mit Sotajumala)
- 2006: Swarm! (Metal Blade Records)
- 2009: Sewers (Dynamic Arts)
- 2012: I Chose Death (EP, Dynamic Arts)
- 2013: Phobia (Dynamic Arts)
- 2022: Dead Inside (EP, The Other Records)